# Günter Flach
Günter Flach (* 6. Dezember 1932 in Rostock; † 31. August 2020) war ein deutscher Physiker.

## Leben
Günter Flach studierte Physik und Mathematik in Rostock und Leningrad und arbeitete anschließend auf dem Gebiet der theoretischen Kernphysik und speziell über die Anwendung algebraischer Methoden bei der Untersuchung von Kernmodellen. Ab 1958 war er im Zentralinstitut für Kernforschung (ZfK) in Rossendorf der  Akademie der Wissenschaften der DDR tätig. Flach wurde 1962 zum Doktor-Ingenieur promoviert und 1971 zum Professor der Akademie ernannt.
1967 wurde Flach Bereichsleiter im ZfK. Von 1970 bis 1990 war er Direktor dieses Instituts (Nachfolger von Helmuth Faulstich). Im Mai 1990 wurde er von Wolf Görner abgelöst und das ZfK am 31. Dezember 1991 aufgelöst.
Im Jahr 1978 wurde Flach als korrespondierendes und 1989 als ordentliches Mitglied in die Akademie der Wissenschaften der DDR gewählt. 1976 erhielt er den Vaterländischen Verdienstorden in Bronze und 1984 den Ehrentitel Held der Arbeit.
Am 19. April 1990 gehörte er in Dresden zu den Mitbegründern der Kerntechnischen Gesellschaft der DDR e.V. (KTG/DDR), die mit Unterstützung der Kerntechnischen Gesellschaft gegründet wurde. Bereits im November des gleichen Jahres vereinbarten die beiden Vorsitzenden, Walter Weinländer und Günter Flach, die Integration in die Kerntechnische Gesellschaft.
Seit 1993 war er Mitglied der Leibniz-Sozietät der Wissenschaften zu Berlin. Flach lebte in Dresden.

## Schriften
- Günter Flach: Der Forschungsreaktor Dresden. In: Energietechnik. Nr. 6, 1958, S. 242–247.
- Günter Flach: Zur Rolle der Symmetriecharaktere in der Kerntheorie. TU Dresden, Fakultät für Kerntechnik, Dissertation vom 20. Juli 1962. Dresden 1962.
- Günter Flach, Roland Reif: Gruppentheoretische Methoden im Schalenmodell der Kerne. Teil 1: Gruppentheoretische Grundlagen. Akademie-Verlag, Berlin 1964 (VIII, 234 S.).
- Friedrich Dönau, Günter Flach: Gruppentheoretische Methoden im Schalenmodell der Kerne. Teil 2. Akademie-Verlag, Berlin 1969 (VIII, 251 S.).
- Karl Hohmuth, Günter Flach (Hrsg.): 25 Jahre Zentralinstitut für Kernforschung Rossendorf. Zentralinstitut für Kernforschung Rossendorf, Dresden 1981 (V, 123 S.).
- Werner Scheler, Günter Flach (Hrsg.): 30 Jahre Zentralinstitut für Kernforschung Rossendorf. Zentralinstitut für Kernforschung Rossendorf, Dresden 1986 (V, 52 S.).
- Günter Flach: Klaus Fuchs – sein Erbe bewahren. Akademisches Kolloquium der Klasse Physik der Akademie der Wissenschaften der DDR zum Gedenken an Akademiemitglied Klaus Fuchs am 19. Januar 1989, Akademie-Verlag, Berlin 1990.
- Günter Flach, Heinz Kautzleben, Klaus Steinitz: Sichere Versorgung der Menschheit mit Energie und Rohstoffen. Zwischenbericht Teil I zur Tätigkeit des ad-hoc-Arbeitskreises Energieversorgung der Leibniz-Sozietät. In: Sichere Versorgung der Menschheit mit Energie und Rohstoffen (= Sitzungsberichte der Leibniz-Sozietät). Band 82. trafo, Berlin 2005, ISBN 3-89626-575-X, S. 5–9 (leibnizsozietaet.de [PDF; abgerufen am 28. September 2020]).
- Günter Flach: Entwicklungstendenzen der Kernenergie. In: Sichere Versorgung der Menschheit mit Energie und Rohstoffen (= Sitzungsberichte der Leibniz-Sozietät). Band 82. trafo, Berlin 2005, ISBN 3-89626-575-X, S. 86–103 (leibnizsozietaet.de [PDF; abgerufen am 28. September 2020]).
- Günter Flach, Heinz Kautzleben, Klaus Steinitz: Sichere Versorgung der Menschheit mit Energie und Rohstoffen. Zwischenbericht Teil II zur Tätigkeit des ad-hoc-Arbeitskreises Energieversorgung der Leibniz-Sozietät. In: Sichere Versorgung der Menschheit mit Energie und Rohstoffen (= Sitzungsberichte der Leibniz-Sozietät). Band 82. trafo, Berlin 2005, ISBN 3-89626-575-X, S. 161–210 (leibnizsozietaet.de [PDF; abgerufen am 28. September 2020]).